# Camino (Californie)
Pour les articles homonymes, voir Camino (homonymie).
Camino est une census-designated place du comté d'El Dorado, dans l'État de Californie, aux États-Unis,. En 2020, elle compte une population de 1 871 habitants.